# Унгени (Њамц)
Унгени (рум. Ungheni) насеље је у Румунији у округу Њамц у општини Раучешти. Oпштина се налази на надморској висини од 298 m.

## Становништво
Према подацима из 2002. године у насељу је живело 602 становника, од којих су сви румунске националности.